# Шмоллер, Густав фон
Гу́став фон Шмо́ллер (нем. Gustav von Schmoller; 24 июня 1838, Хайльбронн — 27 июня 1917, Бад-Гарцбург) — немецкий экономист, историк, государственный и общественный деятель, ведущий представитель т. н. новой (молодой) исторической школы в политической экономии (наряду с А. Вагнером и др. разрабатывал теорию государственного социализма, считался одним из ведущих катедер-социалистов).

## Биография
- Профессор университетов в Галле (с 1864 года), Страсбурге (с 1872 года), Берлине (с 1882 года)
- Член прусского государственного совета (с 1884 года) и прусской Палаты господ (с 1899 года)
- Один из основателей (1872) и председатель (1890—1917) «Союза социальной политики»
- Редактор (с 1881 года) «Jahrbuch für Gesetzgebung, Verwaltung und Volkswirtschaft im deutschen Reiche»
- Иностранный член-корреспондент (1890) и иностранный почётный член (1901) Петербургской Академии наук[4]

Полагал, что любая экономическая теория должна быть основана на конкретно-историческом исследовании намерений хозяйственных индивидов, уровня развития техники, характера социальных институтов, природных и других условий, определяющих поведение экономических субъектов.
Как представитель государственного социализма, Г. Шмоллер активно выступал сторонником вмешательства государства в хозяйственную жизнь с целью поощрения развития народного хозяйства (нем. Volkswirtschaft).
Бухарин Н. И. в своей книге «Политическая экономия рантье» (написана в 1914 году, опубликована в 1919 году) со ссылкой на А. Миклашевского, пишет о Г. Шмоллере:

он хотел отсрочить введение госуд. страхования рабочих, был против распространения защиты рабочего законодательства для земледельческих и ремесленных рабочих… Для земледельческих рабочих он считал возможным применение уголовного закона при нарушении договора, был против признания правом профессиональных и рабочих союзов, высказывался за закон против социалистов…

## Сочинения
- «Zur Geschichte der deutschen Kleingewerbe im 19 Jahrhundert», Халле, 1870.
- «Über einige Grundfragen des Rechts und der Volkswirtshaft», 2 Aufl., Йена, 1875.
- «Zur Literaturgeschichte der Staats- und Sozialwissenschaften», Лейпциг, 1888.
- «Die soziale Frage», Мюнхен, 1918 (в русском переводе — «О новейших результатах статистики народонаселения и нравственности», Москва, 1873).
- Наука о народном хозяйстве. Ее предмет и метод. — М., 1897. — 112 с.
- Народное хозяйство, наука о народном хозяйстве и её методы. — М., 1902.
- Борьба классов и классовое господство. — М., 1906.
- Справедливость в народном хозяйстве. Разделение труда. — М.: ЛИБРОКОМ, 2012. — 216 с.